# Церковь Норры Рёрум
Церковь Норры Рёрум — лютеранский храм в населённом пункте Норра Рёрум, Южная Швеция. Принадлежит Лундской епархии Церкви Швеции.
Первоначально это была небольшая церковь в романском стиле, построенная в XII веке.
В 1782 году к старому зданию с южной стороны пристроили большую «новую церковь». Около 1830 года кирпичный свод церкви (внутренний потолок) был снесён и заменён цилиндрическим сводом, а алтарь был перенесён из алтаря на востоке на его нынешнее место в середине северной стены. На северной стене церкви также была построена ризница.
Триумфальное распятие XVI века украшает стену над алтарём. Вновь введена в строй богато украшенная старая кафедра с балдахином 1606 года.
Купель из песчаника относится к XII веку. Связанная купель для крещения с рельефным изображением Благовещения относится к XVI веку.
У входа на кафедру можно увидеть образцы дверей более старого интерьера скамьи, а также фрагменты алтаря 1590-х годов.

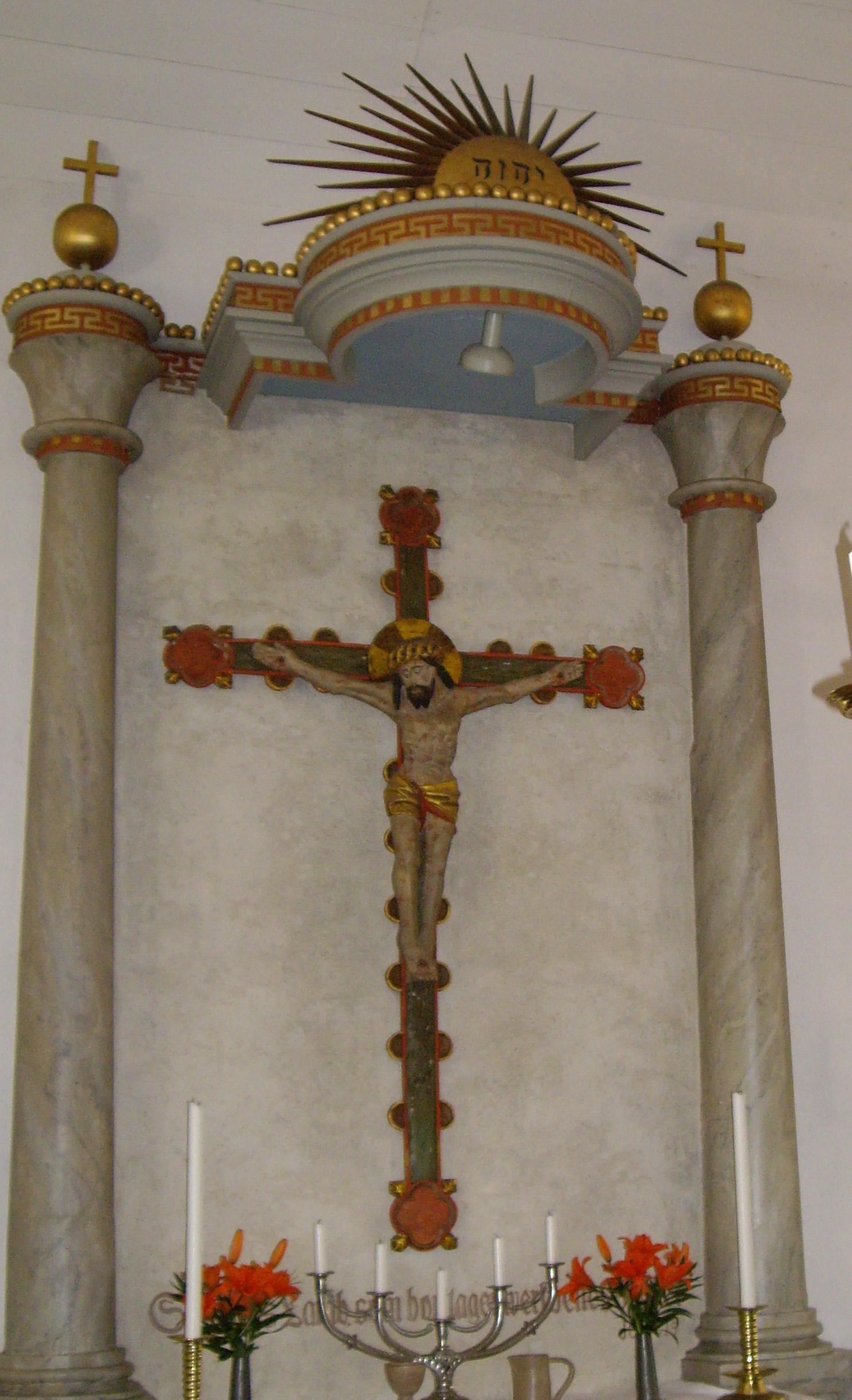
Алтарь

Колокольня была построена в начале XVIII века. На нём подвешены два колокола: большой колокол 1707 года и маленький колокол 1728 года (оба отлиты в Веттерхольце в Мальмё).